# Yukiko Okada

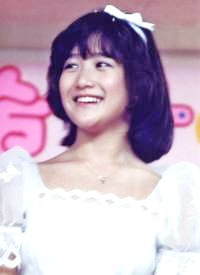
Yukiko Okada (1984)

Yukiko Okada (jap. 岡田 有希子, Okada Yukiko; * 22. August 1967 als Kayo Satō (佐藤 佳代, Satō Kayo) in Ichinomiya; † 8. April 1986 in Yotsuya, Tokyo) war eine japanische Sängerin und Gewinnerin der japanischen Talentshow Star Tanjō! und gehört zu den Vertretern des Pure Idol Pop. Sie hat auch heute noch, insbesondere in Japan, eine große Fangemeinde und wird unter Fans „Yukko“ genannt.

## Leben

### Frühe Jahre
Yukiko kam als zweite Tochter der Satō-Familie im Krankenhaus Ichinomiya zur Welt und wuchs in Nagoya auf. Sie hatte schon in der Grundschule ein Faible für das Lesen, insbesondere von Mangas, und war auch schon in diesem Alter sehr talentiert. Bereits in der Mittelschule stand ihr Entschluss fest, dass sie Sängerin werden wollte, und suchte jedes mögliche Casting auf. Letztendlich wurde sie von der Talentshow Star Tanjō! akzeptiert und gewann 1983 den Titel als beste Sängerin.

### Karriere
Im April 1984 veröffentlichte sie ihre erste Single First Date, um gleich danach auch noch den Japan Record Award (japanischer Grammy oder Echo) als beste Nachwuchskünstlerin zu gewinnen. Weitere Hitsingles folgten, wie Dreaming Girl – Koi, Hajimemashite, Futari Dake no Ceremony, Kanashii Yokan, Summer Beach und Love Fair.
Sie hatte auch eine Rolle im Sci-fi-Dorama Kinjirareta Mariko, wo sie die mit übernatürlichen Kräften ausgestattete Heldin Mariko spielte (ausgestrahlt vom 5. November 1985 bis 28. Januar 1986 über TBS in insgesamt 12 Folgen).
Sie erhielt einen lukrativen Werbevertrag mit Kanebo Cosmetics und nahm für einen Werbespot den Nummer-1-Hit Kuchibiru Network („Lippennetzwerk“) auf (10. Februar 1986).
Zeitweise war sie in Japan die Sängerin mit den lukrativsten Werbeverträgen (Toshiba, Sony, Glico).

### Spitznamen
Ihren Spitznamen „Yukko“ hat sie von einem Auftritt in der Fernsehsendung „The best ten“ (Sender TBS) am Anfang ihrer Karriere, wo sie bei ihrem Vornamen aus lauter Nervosität das „i“ verschluckte.

### Tod
Yukiko Okada starb am 8. April 1986 mit erst 18 Jahren durch Suizid.

## Diskografie

### Singles
1. First Date / Soyo Kaze wa Peppermint (ファースト・デイト / そよ風はペパーミント) (1984) Glicos „Cafe Jelly“-Jingle
2. Little Princess / Koi no Doubles (リトル プリンセス / 恋のダブルス) (1984)
3. Dreaming Girl – Koi, Hajimemashite / Kimagure Teenage Love (―Dreaming Girl― 恋、はじめまして / 気まぐれ Teenage Love) (1984) Glicos „Special Chocolate“-Jingle
4. Futari Dake no Ceremony / Private Red (二人だけのセレモニー / Private Red) (1985) Toshibas „Let’s Chat“-Jingle
5. Summer Beach / Hoshi to Yoru to Koibito-tachi (Summer Beach / 星と夜と恋人たち) (1985) Glicos „Cafe Jelly“-Jingle
6. Kanashii Yokan / Koibito-tachi no Calendar (哀しい予感 / 恋人たちのカレンダー) (1985)
7. Love Fair / Futari no Blue Train (Love Fair / 二人のブルートレイン 1985) Glicos Cecil Chocolate jingle
8. Kuchibiru Network / Koi no Duet (くちびるNetwork / 恋のエチュード) (1986) Kanebos „Lipstick“-Commercial
9. Hana no Image / Himitsu no Symphony (花のイマージュ / 秘密のシンフォニー) (1986 postum)
10. Believe In You (2003 Strings Version) (2002)

### Studioalben
1. Cinderella (シンデレラ) (1984)
2. Fairy (1985)
3. Okurimono (贈りもの, „Geschenk“) (1984)
4. Okurimono II (贈りものII, „Geschenk II“) (1985)
5. Jūgatsu no Ningyo (十月の人魚, „Oktober-Meerjungfrau“) (1985)
6. Venus Tanjō (ヴィーナス誕生, „Geburt der Venus“) (1986)

### Kompilationen
1. Memorial Box (メモリアルBox) (1999)
2. All Songs Request (2002)
3. Okurimono III (贈りものIII, „Geschenk III“) (2010)

### Videoalben
1. Yukiko in Swiss (1985)
2. Memories of Switzerland (1985)

Beide wurden 2002 als Memories in Swiss auf DVD erneut veröffentlicht.